# Дивина пірамідальна
Дивина пірамідальна (Verbascum pyramidatum) — вид квіткових рослин родини ранникових (Scrophulariaceae).

## Біоморфологічна характеристика
Це багаторічна рослина 45–150 см, густо притиснуто-запушена. Стебла товсті, кутасті, утворюють велику пірамідальну багатогіллясту волоть. Листки зверху зеленуваті, знизу 7–40 × 3–15 см, сіро-тонко-повстяні, прикореневі великі, довгасті, городчасті, верхні стеблоохопні, яйцеподібні, загострені. Чашечка 3–6 мм. Віночок жовтий або блідо-жовтий, 15–30 мм у діаметрі. Тичинок 5, рідше 4. Коробочка від широко-еліптичної до яйцеподібної, 4–8 × 3–5 мм, густозірчасто-повстяна.

## Поширення
Крим, Росія, Вірменія, Грузія, пн. Туреччина, пн. Іран.
В Україні вид зростає на кам'янистих та сухих схилах, лісових галявинах — на ПБК, часто.